# Synnemapestaloides rhododendri
Synnemapestaloides rhododendri är en svampart som beskrevs av T. Handa & Y. Harada 2004. Synnemapestaloides rhododendri ingår i släktet Synnemapestaloides och familjen Amphisphaeriaceae.   Inga underarter finns listade i Catalogue of Life.